# Erwin Sánchez
Erwin Sánchez (ur. 19 października 1969 w Santa Cruz) – boliwijski piłkarz grający na pozycji napastnika oraz selekcjoner piłkarskiej reprezentacji Boliwii. Jest jedynym reprezentantem Boliwii, który strzelił bramkę w mistrzostwach świata.
Swoją karierę rozpoczął w boliwijskim Destroyers Santa Cruz, następnie przeszedł do Benfiki Lizbona, po czym grał dla Boavisty Porto. Następnie wrócił do Benfiki, by do końca kariery grać dla Boavisty.
Obdarzony przydomkiem „Platini” ze względu na styl gry podobny do słynnego francuskiego piłkarza Michela Platiniego.